# Kiren (ort i Azerbajdzjan)
Kiren är en ort i Azerbajdzjan.   Den ligger i distriktet Tovuz Rayonu, i den västra delen av landet, 400 km väster om huvudstaden Baku. Kiren ligger 1 405 meter över havet och antalet invånare är 650.
Terrängen runt Kiren är huvudsakligen kuperad, men västerut är den bergig. Kiren ligger uppe på en höjd. Närmaste större samhälle är Qovlar, 18,5 km nordost om Kiren.
Omgivningarna runt Kiren är en mosaik av jordbruksmark och naturlig växtlighet. Runt Kiren är det ganska tätbefolkat, med 78 invånare per kvadratkilometer.